# Sladž metal
Sladž metal (engl. sludge metal) je žanr metal muzike koji predstavlja mešavinu dum metala i hardkor panka, a često povlači elemente grandža i stouner roka. Osnovne karakteristike ovog žanra je abrazivan zvuk, koji uključuje "vikane" vokale, distorzirane instrumente i česte promene u tempu. Najveći uticaj na razvoj žanra imali su grupa Melvins iz Vašingtona, mada je većina grupa koje su oblikovale žanr porekom iz Luizijane.

## Karakteristike
Sladž metal u opštem smislu predstavlja mešavinu sporog tempa, teškog ritma i mračne, pesimistične atmosfera karakteristična za dum metal, zajedno sa agresijom, "vikanim" vokalima i ponekim bržim tempom karakterističnim za hardkor pank. Mnoge grupe u okviru žanra komponuju spore pesme sa ponekim i često kratkim delovima koji su znatno brži, mada ima i grupa koje u svojoj muzici više naglašavaju brže delove.
Žičani instrumenti, električne gitare i bas gitare, često su distorizrani i štimuju se tako da se dobije gust i težak zvuk. Gitarski solo nije uobičajen za ovaj žanr, mada neke grupe, koje mešaju sladž metal sa progresivnim metalom poseduju ove elemente u svojoj muzici. Bubnjevi se sviraju u stilu tipičnom za dum metal, a bubnjari često upotrebljavaju stil sličan D-beatu za brže delove pesama. Vokali su najčešće vikani, slično kao kod hardkor panka. Tekstovi pesama su pesimistični, a teme pesama su patnja i bes prema društvu, dok se čak i političke teme mogu sresti.
Mnoge sladž metal grupe iz južnog dela Amerike u svoju muziku ubacuju elemente bluza.

## Istorija
Mnoge sladž metal grupe navode Blek Fleg i Blek Sabat kao inspiraciju i uticaj, kao i mnoge druge hevi metal i pank sastave, uključujući Lynyrd Skynyrd, Greg Ginn, Trouble, Carnivore, Saint Vitus, Gore, Righteous Pigs, Amebix i Swans. Verovatno najznačajnija za razvoj žanra je grupa Melvins iz Vašingtona. Njihovi albumi Six Songs (1986) i Gluey Porch Treatments (1987) smatraju se prvim sladž metal albumima, a grupa je ostavila i velik uticaj na razvoj grandža.
Početkom devedesetih godina, veliki broj grupa iz Luizijane, specifično iz Nju Orleansa, je na osnovu ovih uticaja razvio zvuk koji će kasnije postati sladž metal. Najznačajnije grupe nastale u ovom periodu su Eyehategod, Crowbar i Acid Bath. Značajne grupe van Nju Orleansa su Buzzov*en, 13 i Grief. Popularnosti žanra doprinela je grupa Down, koja je predstavljala projekat grupe Pantera.
Krajem devedesetih pojavile su se mnoge grupe koje su popularizovale žanr i uvele nove elemente u svoj zvuk: Kylesa, Old Man Gloom i Lair of the Minotaur zajedno sa japanskom grupom Corrupted. U državi Džordžija došlo je do pojave velikog broja grupa, kao što su Baroness, Mastodon, Black Tusk i Kylesa. Veliki broj grupa je zbog sličnosti u tempu i tematici počela da meša sladž metal sa post rokom, što je dovelo do razvoja žanra poznatijeg kao post metal; neke od grupa prepoznatljivih po ovakvom zvuku su Isis, Cult of Luna, Pelican i Russian Circles.